# Château de Boulémont
Le château de Boulémont se trouve sur le territoire de la commune d'Herbeville, dans le département français des Yvelines. Il se situe dans un lieu-dit du même nom, entre Herbeville et Crespières.

## Histoire
Le premier château de Boulémont a été édifié XVIIe siècle à l'emplacement d'un ancien fief d'Herbeville, mais fut reconstruit au XVIIIe siècle, et remanié en 1861. Il appartenait en 1819 au baron de Lanusse, lieutenant général du roi.
En 1996, il fait l'objet d'un inventaire du Ministère de la Culture au titre des jardins remarquables.

## Jardins

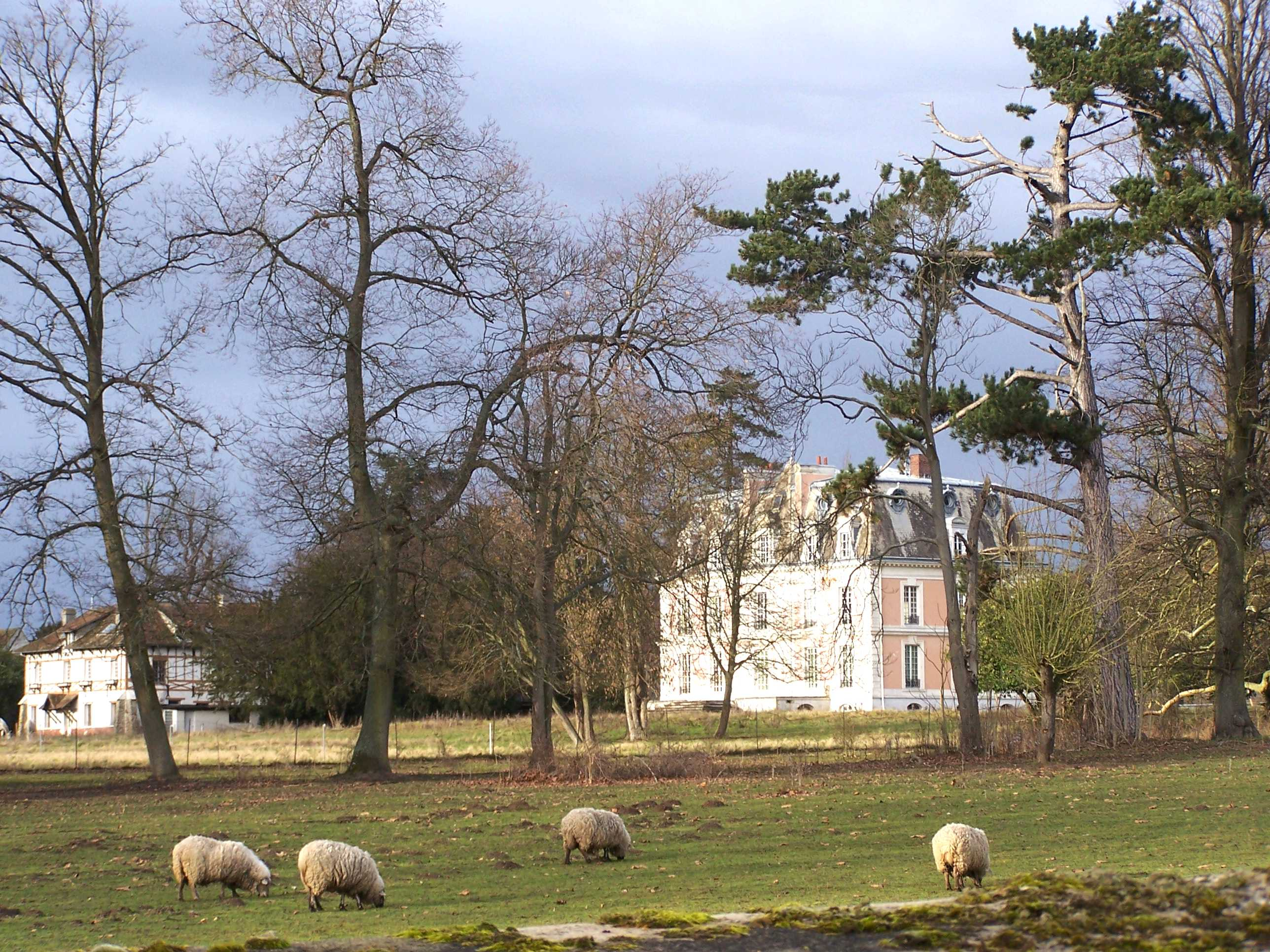
Le château dans son parc

Les vastes jardins de Boulémont, qui comptaient 37 hectares au XVIIIe siècle, comportent entre autres un potager, une serre, et d'autres monuments d'agréments comme un bassin ou une fontaine.